# Padroni
Padroni é uma Região censo-designada localizada no estado americano de Colorado, no Condado de Logan.

## Demografia
Segundo o censo americano de 2000, a sua população era de 97 habitantes.

## Geografia
De acordo com o United States Census Bureau tem uma área de
2,1 km², dos quais 2,1 km² cobertos por terra e 0,0 km² cobertos por água. Padroni localiza-se a aproximadamente 1217 m acima do nível do mar.

## Localidades na vizinhança
O diagrama seguinte representa as localidades num raio de 32 km ao redor de Padroni.